# Northland (Sportartikelhersteller)
Northland ist ein österreichisches Unternehmen, das Outdoor-Bekleidung, Schuhe und Ausrüstung für Outdoorsport herstellte und weltweit vertrieb. Im Frühjahr 2022 geriet das Unternehmen in finanzielle Schwierigkeiten und musste schließlich im Februar 2023 aufgrund untragbarer Kosten den Betrieb ganz einstellen.

## Beschreibung
Northland ist ein aus Österreich stammender Outdoorbekleidung- und Ausrüstungshersteller mit Hauptsitz in Graz.
Gegründet wurde das Unternehmen 1973 von Gerwalt Pichler, der Expeditionen zu den höchsten Bergen der Welt organisierte. Unzufrieden mit der Ausrüstung der Teilnehmer begann er selbst Bekleidung und Ausrüstung zu entwickeln.
Den Namen Northland wählte Pichler in Anlehnung an die Region Northland im Norden von Neuseeland, die als Outdoorparadies gilt.
Northland ist in über 30 Ländern weltweit mit Monobrandstores und Shop in Shop vertreten und beschäftigt 150 Mitarbeiter in Österreich, weltweit sind es 700 (Stand 2010). Das Unternehmen ist zu 100 % im Familienbesitz. Zu den Produkten zählen Bekleidung, Schuhe, Zelte, Schlafsäcke, Rucksäcke, Reisetaschen, Campingartikel und Accessoires.